# Protonemura fusunae
Protonemura fusunae är en bäcksländeart som beskrevs av Vinçon och C. Ravizza 1999. Protonemura fusunae ingår i släktet Protonemura och familjen kryssbäcksländor. Inga underarter finns listade i Catalogue of Life.